# Christoph Bechmann
Christoph Bechmann, född den 23 november 1971 i Speyer, Tyskland, är en tysk landhockeyspelare.
Han tog OS-brons i herrarnas landhockeyturnering i samband med de olympiska landhockeytävlingarna 2004 i Aten.